# Pośpiech
Pośpiech (forma żeńska: Pośpiech, liczba mnoga: Pośpiechowie) – polskie nazwisko notowane od 1385 roku.

## Etymologia nazwiska
Powstało od apelatywu (wyraz pospolity) pośpiech (szybkie działanie, dawniej również pomyślność, powodzenie). Pochodne nazwiska: Pośpiecha, Pospiech, Pospiech-ała, Pośpiesz, Pospiesz-al+ski, Pośpiesz-ał+owski, Pośpiesz-il, Pospiesz, Pospiesz-yło, Pospiesz-ał+owski, Pospiesz+yński.

## Demografia
Na początku lat 90. XX wieku w Polsce mieszkało 3877 osób o tym nazwisku, najwięcej w dawnym województwie: katowickim  - 1149, częstochowskim - 544 i opolskim - 322. W 2013 roku mieszkało w Polsce około 4159 osób o nazwisku Pośpiech, najwięcej w Wodzisławiu Śląskim.

## Znani przedstawiciele
- Jerzy Pośpiech – profesor filologii polskiej, pierwszy rektor Uniwersytetu Opolskiego,
- Remigiusz Pośpiech – dr hab. nauk teologicznych, muzykolog,
- Paweł Pośpiech – ksiądz, poseł do Reichstagu i Sejmu, polski działacz narodowy,
- Piotr Pośpiech – polski samorządowiec, wicewojewoda opolski.